# NGC 2090
NGC 2090 je galaksija u zviježđu Golubu.

## Vanjske poveznice
- SEDS: NGC 2090